# Benícia Eriana Ximenes dos Reis Magno

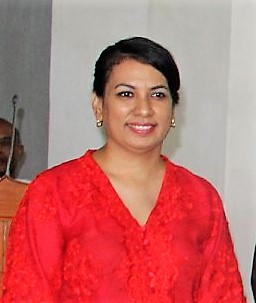
Benícia Eriana Ximenes dos Reis Magno (2019)

Benícia Eriana Ximenes dos Reis Magno ist eine osttimoresische Beamtin und Menschenrechtlerin.
Seit dem 28. Februar 2019 ist Magno stellvertretende Ombudsfrau für Menschenrechte des Provedoria dos Direitos Humanos e Justiça (PDHJ, deutsch Ombudsrat für Menschenrechte und Recht). Der PDHJ ist die nationale Menschenrechtsinstitution des Landes und ist in der Verfassung als unabhängige Organisation verankert. Magno folgt damit Horácio de Almeida im Amt.

## Familie
Benícia  Magno wurde als Tochter von Ana Xavier G. Magno und Alberto dos Reis Magno geboren. Claudia hat fünf Geschwister, darunter die Kardiologin Claudia Xavier dos Reis Magno und die Politikerin und Diplomatin Adaljíza Magno.